# Saboteur
 Saboteur és una pel·lícula estatunidenca d'Alfred Hitchcock, estrenada el 1942.

## Argument
Barry Kane, un obrer de l'aeronàutica, és acusat equivocadament d'haver sabotejat la fàbrica d'armament on treballa i d'haver provocat la mort del seu millor amic. Per provar la seva innocència, comença una carrera-persecució acarnissada a través del país a la recerca del verdader sabotejador.

## Repartiment
- Robert Cummings: Barry Kane
- Priscilla Lane: Patricia « Pat » Martin
- Otto Kruger: Charles Tobin
- Alan Baxter: M. Freeman
- Clem Bevans: Neilson
- Norman Lloyd: Frank Fry
- Alma Kruger: Henrietta Sutton
- Vaughan Glaser: Phillip Miller
- Dorothy Peterson: Srta. Mason
- Ian Wolfe: Robert, l'home de la casa
- Murray Alper: Mac, el camioner
- Kathryn Adams Doty: Srta. Brown
- Pedro de Cordoba: L'home esquelet
- Billy Curtis: Major, el nan
- Marie LeDeaux: Tatania, la dona de pes
- Anita Sharp-Bolster: Lorelei (Esmeralda)
- Jean i Lynne Romer: Marigold i Annette, les germanes siameses
- Charles Halton (no surt als crèdits): El segon xèrif

## Producció

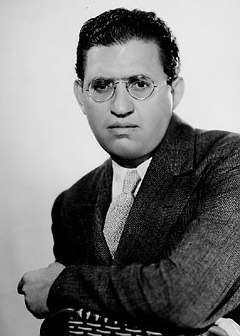
David O. Selznick és inicialment al projecte.

És David O. Selznick que és inicialment al projecte desitjava produir la història de Saboteur imaginada per Alfred Hitchcock. Contracta Joan Harrison amb qui ja havia treballat a Rebecca per escriure el  guió. Es retira poc de temps després per escriure Phantom Lady, pel·lícula que produirà i Peter Viertel acabarà el guió.

Tanmateix el novembre de 1941, Selznick intenta vendre la pel·lícula a diverses productores, ja que jutjant el guió mediocre, no desitja fer-ho ell mateix. Té dificultats per trobar comprador i és finalment Frank Lloyd i Jack H. Skirball els que la compren per 20.000 dòlars.

La pel·lícula entra en fase de producció en el moment en què la guerra esclata als Estats Units amb l'atac a Pearl Harbor. Els crítics es comencen a tirar sobre Alfred Hitchcock i els britànics que no tornen a Anglaterra, també en guerra. Amb els Estats Units en guerra, és impossible preveure escenes a les fàbriques que són en plena producció militar. La pel·lícula ha de ser feta en estudis.

### Actors

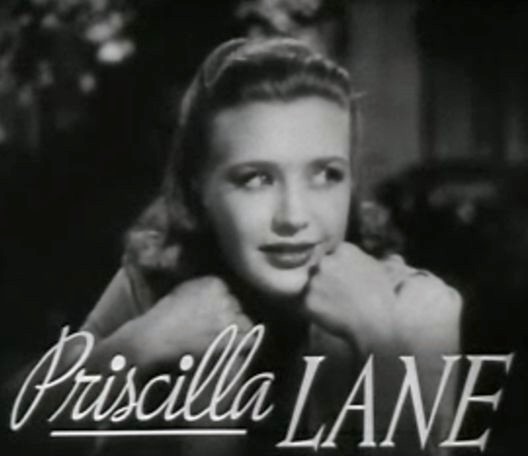
Priscilla Lane té el paper femení en detriment de Barbara Stanwyck, la primera tria d'Alfred Hitchcock.

Abans de retirar-se del projecte, Selznick atura la seva tria per Gene Kelly per interpretar el paper principal. Pel que fa a Hitchcock, desitja contractar Gary Cooper i Barbara Stanwyck però la Universal Pictures escull finalment Robert Cummings i Priscilla Lane.
Per al sabotejador, Hitchcock li demana a John Houseman, que ha contribuït a l'esbós del guió que trobi un jove actor que encara sigui desconegut. Houseman recomana llavors Norman Lloyd al director. Hitchcock li fa passar una audició on Lloyd interpreta un extracte d'una obra teatral anomenada Blind Alley en la qual tenia el paper d'un assassí. Com a actor de teatre molt expressiu que és, Norman Lloyd sobreactua però Hitchcock troba en l'actor el que cercava.
Virgil Summers forma part de l'equip tècnic de la pel·lícula en qualitat de «Best boy» i en ell es fixa Hitchcock que l'escull per interpretar la víctima de l'incendi al començament de la pel·lícula.
Malgrat la seva repulsió cap a la política i els missatges portadors de valors socials, Alfred Hitchcock s'aprofita del personatge interpretat per Vaughan Glaser, l'home cec que recull Barry Kane, per denunciar i condemnar la maldat que regna al món en aquell moment. En efecte el personatge, tranquil i simpàtic, reivindica valors polítics guiats pels seus bons sentiments.
La caracterització dels traïdors permet adonar-se perfectament de la cura particular que Hitchcock té per dibuixar els seus «dolents», sobre els que fa reposar l'èxit de les seves pel·lícules. Agafa a contra-peu les conveniències situant-les en les classes superiors, entre gent on la rectitud i la integritat són comunament admeses.
Aquest punt és suportat per alguns diàlegs que es poden atribuir a Dorothy Parker, autor molt marcat a l'esquerra en un període en què el patriotisme cec s'imposa. La seva aportació molt controlada (van ser rodades nombroses escenes alternatives o van ser considerades per arreglar-se ulteriorment amb la censura) és significativa, sent la seva firma perfectament perceptible en l'escena del camioner o el discurs de l'ermitana cega sobre les derives patriòtiques i el deure de sostreure's de vegades a la llei.
Saboteur és la primera pel·lícula americana de Hitchcock del qual la distribució és completament americana.

### Cameo d'Alfred Hitchcock
Com era de costum, Hitchcock fa una aparició furtiva a la seva pel·lícula. Pel rodatge de la seva escena demana a Carol Stevens, la seva secretària a l'època, que interpreti el que ha posat a punt. Norman Lloyd recorda: «Havien d'interpretar sords i muts caminant pel carrer. Hitchcock havia d'utilitzar la llengua dels signes i Stevens l'havia de bufetejar en canvi, ja que li hauria fet una proposició poc convenient ». L'escena és rodada però no es guarda, ja que els dirigents de l'estudi no consideren correcte donar aquesta imatge de persones discapacitades. Es resigna finalment a fer una simple aparició visible al 55è minut en un carrer de Nova York, quan el cotxe dels confabuladors s'atura prop d'un quiosc de diaris.

### Efectes especials
Tenint en compte un pressupost ajustat, Hitchcock i el seu cap decorador Robert Boyle (amb el qual Hitchcock comença una llarga i fructífera col·laboració) troben la necessitat de fer servir totes les falsificacions provades durant el període anglès. Recorda molt particularment Els trenta-nou graons de la qual aquesta pel·lícula manlleva clarament la construcció. Hitchcock imagina un procediment simple per donar la impressió de persones volant. Filma de dalt a baix totes aquelles persones a prop del vaixell en la temptativa de destrucció del sabotejador, donant així la il·lusió que són projectades a l'aire per la bufada de l'explosió. Una mica més tard a la pel·lícula, el sabotejador veu el vaixell sobre el flanc del que és de fet el Normandie, filmat el seu incendi per la televisió i les imatges del qual han estat reutilitzades per Hitchcock. La United States Navy es va girar contra la Universal Pictures, acusant-la d'insinuar que el paquebot havia estat el blanc d'un sabotatge. Aquesta aportació d'un Hitchcock oportunista i reactiu és sovint esgrimida per discutir legitimitat del mite de la «pel·lícula construïda al paper» mantingut pel director.
En la seqüència on els herois s'amaguen en la caravana del circ, Alfred Hitchcock utilitza la perspectiva forçada per donar la impressió d'un gran nombre de caravanes en el l'escorcoll pels policies. En el pla on es veu tota la caravana, de fet homes baixets escorcollen petites caravanes al fons. Quan arriben al primer pla, al nivell de l'últim cotxe, són policies de talla «normal» els que entren en una caravana gran.

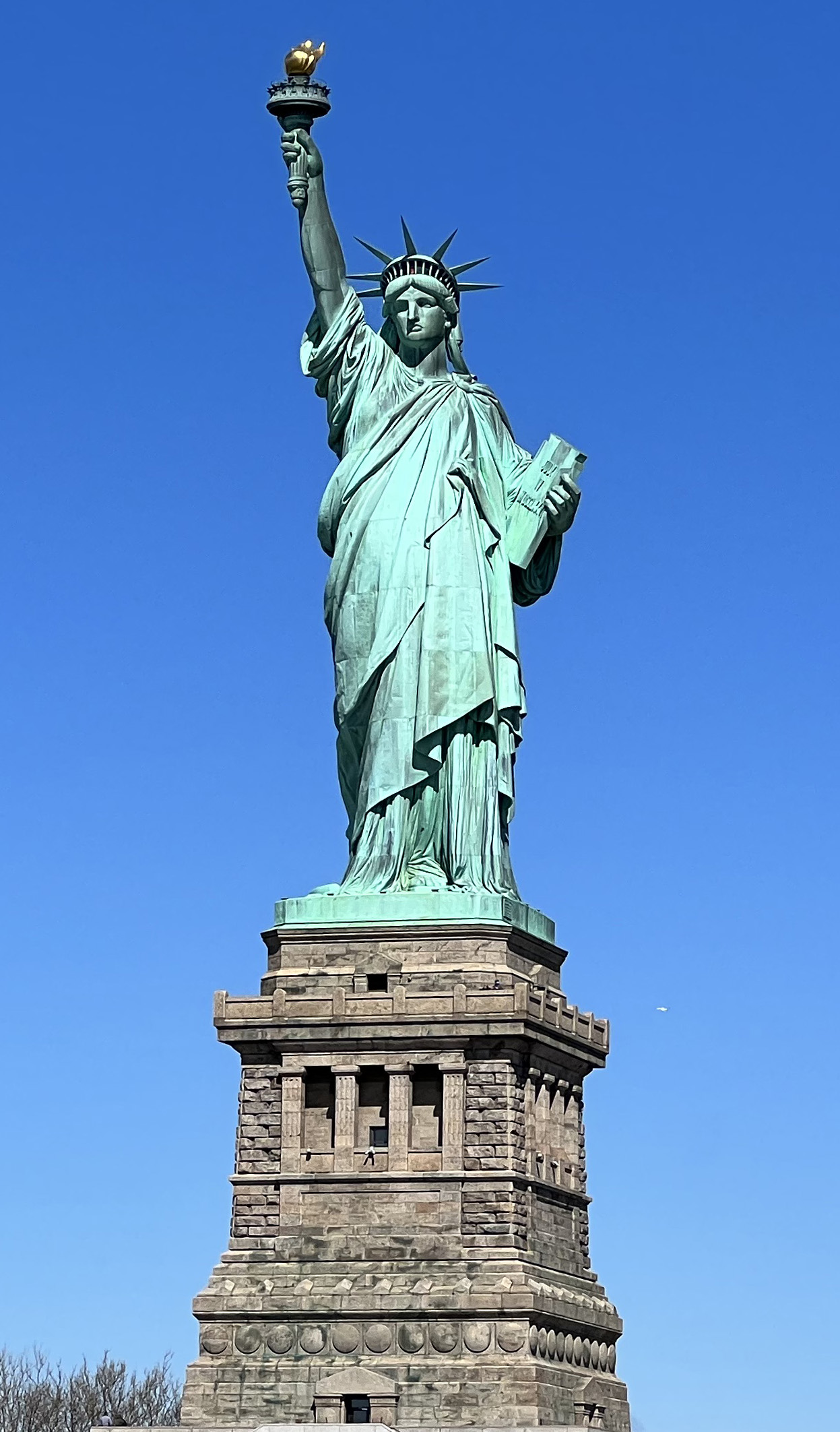
L'Estàtua de la Llibertat, teatre de l'epíleg de la pel·lícula

Per a la caiguda del sabotejador, la càmera que s'eleva a dotze metres d'alçada. L'actor és sobre un seient i simula la caiguda per gests. El muntatge efectuat dona la impressió que el sabotejador cau de l'Estàtua de la Llibertat.

### Epíleg de la pel·lícula
La pel·lícula acabada, a Alfred Hitchcock li sap greu haver suspès el sabotejador del braç de l'Estàtua de la Llibertat en lloc de l'heroi. Pensava que el públic s'hauria identificat més amb Barry Kane si hagués estat al lloc del dolent.
Pel·lícula dirigida durant el període menys fastuós del director que no s'ha imposat encara als Estats Units, Saboteur resta com una pel·lícula molt important per a Hitchcock a conseqüència del seu èxit comercial en un context difícil on el mercat europeu és tancat. Primera etapa en l'afirmació de la seva singularitat i de la seva independència que concreta l'any següent amb el mateix productor independent. És amb Shadow of a Doubt, quan Hitchcock es defineix finalment com a «director estatunidenc».